# Zhonglong (sockenhuvudort i Kina, Jiangxi Sheng, lat 26,71, long 115,17)
Zhonglong är en sockenhuvudort i Kina. Den ligger i provinsen Jiangxi, i den sydöstra delen av landet, omkring 230 kilometer söder om provinshuvudstaden Nanchang. Antalet invånare är 6 543. Befolkningen består av 3 162 kvinnor och 3 381 män. Barn under 15 år utgör 20,0 %, vuxna 15-64 år 71 %, och äldre över 65 år 8,0 %.
Runt Zhonglong är det ganska tätbefolkat, med 192 invånare per kvadratkilometer. Närmaste större samhälle är Guanxi, 6,9 km nordväst om Zhonglong. I omgivningarna runt Zhonglong växer i huvudsak blandskog.
Genomsnittlig årsnederbörd är 1 988 millimeter. Den regnigaste månaden är maj, med i genomsnitt 312 mm nederbörd, och den torraste är oktober, med 25 mm nederbörd.